# Jens Bang

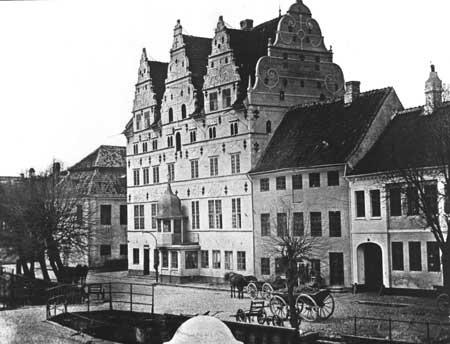
Jens Bangs stenhus omkring 1890. Fotografi av Heinrich Tønnies.

Jens Bang, född omkring 1575 i Horsens i Danmark, död i februari 1644 i Ålborg, var en dansk köpman.
Jens Bang var son till köpmannen Oluf Bang och Sidsel Jørgensdatter samt yngre halvbror till Jørgen Olufsen. Han kom som 22–årig till Aalborg, där han sannolikt  gick i handelslära hos sin halvbror. Han gifte sig 1605 i Ålborg med Maren Jørgensdatter (död 1639). 
Han togs upp som gillesbroder i Guds Legems Lav 1600. År 1605 fick han borgarskap och rätt att bedriva handel i Ålborg. Som borgare investerade han investerade han i ett fartyg, som skulle skeppa virke och spanskt salt till Danmark och hade framgång i sina affärer. År 1621 köpte han mark och lät 1623–1624 uppföra det stora Jens Bangs stenhus. 
År 1622 blev han involverad i kung Kristian IV:s projekt för saltkompanier. Syftet var att säkerställa Danmarks och Norges behov av salt och vin med import från Frankrike och Spanien, eftersom det rådde krig mellan Spanien och Nederländerna. "Det Aalborgensiske Saltkompagni" blev dock inte lyckosamt, utan två av tre av dess saltfartyg förliste.
Han och hustrun lät 1637 uppföra ett fattighus med 26 bäddar och en ansenlig trädgård. Jens Bangs affärer gick utför efter det att hans hustru avlidit 1639. Han låg då i strid med sina kreditorer. När han dog i februari 1644, var han sannolikt insolvent och köpmannagården var då pantsatt hos långivarna.  